# Ehemänner und Ehefrauen
Ehemänner und Ehefrauen ist ein US-amerikanischer Film aus dem Jahr 1992. Die von Woody Allen geschriebene und inszenierte Komödie dreht sich um die Beziehungskrisen zweier Paare, die ihre Lebensentwürfe hinterfragen.

## Handlung
Das Ehepaar Gabe und Judy Roth, er ein Schriftsteller und Professor für Literatur an der New Yorker Columbia University, sie eine Redakteurin eines Kunstmagazins, fällt aus allen Wolken, als ihre besten Freunde Sally und Jack ihnen eröffnen, dass sie sich trennen werden. Da die Trennung anscheinend in gegenseitigem Einvernehmen erfolgt, haben Gabe und Judy damit zunächst größere Schwierigkeiten als das betroffene Paar selbst.
Judy beginnt am gleichen Abend ihre eigene Beziehung zu hinterfragen und beginnt mit Gabe eine Diskussion, in deren Verlauf er erwähnt, dass Jack ihm gegenüber angedeutet habe, mit einem Callgirl geschlafen zu haben. Gabe sagt jedoch, dass er an so etwas noch nie gedacht habe und dass er Judy nach wie vor liebe.
Drei Wochen später versucht sich Sally mit einer Verabredung mit einem Kollegen abzulenken, kann jedoch ihre Eifersucht nur schwer verbergen, da sie erfahren hat, dass Jack eine Affäre hat. Ihre hysterisch anmutende Wut darüber und über alle Männer lässt sie an ihrem völlig hilflosen Kollegen aus.
Gabe seinerseits hat ein Auge auf Rain, eine seiner Studentinnen geworfen. Er ist jedoch zunächst weit davon entfernt, sie zu verführen, wie das viele seiner Universitätskollegen machen würden. Allerdings hatte er vor Jahren eine Liaison mit einer jüngeren, sexuell nimmersatten Frau namens Harriet, die später in einer psychiatrischen Anstalt landete.
Eines Tages, Gabe, Judy und Sally sind in der Stadt unterwegs, begegnen sie Jack und seiner neuen Freundin Sam, einer attraktiven, intellektuell aber eher minderbemittelten Aerobic-Trainerin („Mexikanisch? Ich liebe Couscous!“). Sally ergreift daraufhin die Flucht und Gabe wirft Jack vor, seine langjährige Ehe mit Sally für eine solche Frau weggeworfen zu haben.
Judy, die früher mit einem Architekten verheiratet war und aus dieser Ehe eine Tochter hat, konfrontiert Gabe mit dem Vorwurf, in dessen neuem Roman als schlechtere Kopie der großen Liebe des Protagonisten dargestellt zu werden, worauf Gabe mit Ausflüchten reagiert, der Roman sei schließlich sehr schlecht. Daraufhin reagiert Judy beleidigt, weil Gabe ihrer Ansicht nach ihr Urteil nicht respektiere.
Sally ist augenscheinlich über die Trennung hinweg und Judy möchte sie mit Michael, einem neuen Kollegen verkuppeln, was auch funktioniert, wobei Judy fast enttäuscht ist, dass es so reibungslos und sofort geklappt hat. Außerdem ist sie in Wirklichkeit selbst in Michael verliebt.
Gabe verbringt immer mehr Zeit mit seiner Studentin Rain, zu der er sich sehr hingezogen fühlt. Jack dagegen geht auf in seiner geistig eher unterfordernden, aber ungezwungenen Beziehung zu Sam. Judy, die stets ein zweites Kind wollte, wogegen sich Gabe lange gesträubt hat, reagiert misstrauisch, als ihr Mann plötzlich doch von einem Kind spricht. Sie glaubt, er wolle damit nur von ihren Beziehungsproblemen ablenken.
Als Sally und Michael einen gemeinsamen Abend miteinander verbringen, versucht er sich ihr zu nähern. Sie reagiert jedoch abweisend, weil sie noch nicht so weit sei. Michael jedoch ist Hals über Kopf in sie verliebt.
Rain stellt Gabe ihren Eltern vor und eröffnet ihm, schon mehrere Beziehungen zu älteren Männern gehabt zu haben, bevor sie nach eigener Aussage zu Besinnung gekommen ist und nun eine gleichaltrigen Freund hat. Ihre Eltern nötigen Gabe ab, zum Geburtstag ihrer Tochter zu kommen.
Auf einer Party erfährt Jack von der Beziehung von Sally und Michael und reagiert betroffen und ärgerlich. Als die angetrunkene Sam sich in einer Unterhaltung mit anderen blamiert, deren geistigem Horizont sie nicht gewachsen ist, beginnt er seiner Ehe nachzutrauern und lässt seinen Ärger an Sam aus. Die reagiert enttäuscht und hysterisch, weil sie sich von den anderen Gästen von oben herab behandelt fühlt. Auf dem Parkplatz kommt es zu Handgreiflichkeiten zwischen den beiden.
Als Sally und Michael eine gemeinsame Nacht in ihrem Haus verbringen, werden sie von Jack überrascht, der von seiner Affäre mit Sam genug hat und zu Sally zurückkehren will. Sam, die im Auto gewartet hat, kommt dazu und macht Jack eine Szene.
Während Gabe bezüglich seines Romans auf das Urteil seiner Frau keinen Wert legt, ist ihm Rains Meinung darüber sehr wichtig. Er reagiert allerdings enttäuscht, als Rain sein Werk zwar lobt, aber hinsichtlich der Figurenzeichnung und der Charakterführung Kritik anmeldet. Durch die Tatsache jedoch, dass Rain selbstbewusst ihre Meinung äußert, fühlt sich Gabe zu ihr hingezogen.
Zwei Wochen später sind Jack und Sally wieder vereint, was sie ihren Freunden bei einem gemeinsamen Essen mitteilen. Wieder zu Hause, entbrennt zwischen Gabe und Judy ein Streit über ihre Ehe, ausgelöst durch die Tatsache, dass Judy ihre Gedichte vor Gabe verheimlicht, sie Michael aber gezeigt hat. Schließlich trennen sich die beiden und Gabe zieht aus. Während Judy sich daraufhin mit Michael trifft, um ihm über die Trennung von Sally hinwegzuhelfen, besucht Gabe die Geburtstagsfeier seiner Studentin Rain. Während eines durch ein Gewitter ausgelösten Stromausfalls kommen die beiden sich näher. Auf eine Affäre allerdings will er sich nicht einlassen.
Am Ende sind Jack und Sally wieder zusammen, aber Gabe und Judy geschieden. Judy heiratet schließlich Michael und Gabe bleibt allein.

## Hintergrund
- In diesem äußerst dialoglastigen Film benutzte Allen zum ersten Mal ausgiebig Handkameras, die die Bilder fast beiläufig aufnahmen, ohne dass beispielsweise der jeweilige Sprecher oder Protagonist im Bild oder von vorne zu sehen war. Zudem wurden Szenen zum Teil scheinbar willkürlich geschnitten, so dass Dialoge mittendrin abgebrochen wurden. Allen begründete diese Vorgehensweise mit dem Wunsch, die gängigen Regeln des Drehens durchbrechen zu wollen.
- Die Handlung des Films wird immer wieder durch kurze Interviewszenen unterbrochen, in denen die Protagonisten über ihre Gefühle und Beweggründe sprechen. Der Interviewer, gleichzeitig auch Erzähler, der allerdings immer nur aus dem Off zu hören ist, wurde von Jeffrey Kurland gespielt, gleichzeitig der Kostümbildner des Films.
- Um vom Skandal der Trennung von Allen und Mia Farrow zu profitieren, startete der Film in den USA auf 865 Leinwänden. Dies war bis dato die weiteste Verbreitung eines Woody-Allen-Films zum Kinostart. Das Publikum honorierte den Film mit einem Erlös von 3,52 Mio. Dollar am Startwochenende, der höchsten Summe, die je ein Woody-Allen-Film einspielte.[1]

## Auszeichnungen (Auswahl)
- Bei den Oscars 1993 war Woody Allen für das beste Originaldrehbuch nominiert, Judy Davis in der Kategorie Beste Nebendarstellerin.
- Der Film gewann den BAFTA Award für das beste Originaldrehbuch, Judy Davis war hier als beste Schauspielerin nominiert.
- Woody Allen war für den César in der Kategorie Bester ausländischer Film nominiert.
- Bei den Golden Globes war Judy Davis als beste Nebendarstellerin in einem Kinofilm nominiert.
- Beim wichtigsten schwedischen Filmpreis, der Guldbagge, wurde der Film als bester ausländischer Film ausgezeichnet.

## Kritiken
- film-dienst: „Im Grundton bittere Komödie um die ständig neue Suche nach Liebe und Lebensglück. Zugleich eine Reflexion über die Bedingtheit und Wandelbarkeit subjektiver Lebensentwürfe, die ihre Entsprechung in einer ironischen Stilisierung ‚objektiver‘ filmischer Ausdrucksmittel findet.“[2]